# Alëna Holubeva
Alëna Anatol'eŭna Holubeva, coniugata Karasevič (in bielorusso Алёна Анатольеўна Голубева-Карасевіч?; Hrodna, 4 aprile 1994), è una cestista bielorussa.

## Carriera
Con la Bielorussia ha disputato i Campionati europei del 2017.